# Tropidion carinicolle
Tropidion carinicolle là một loài bọ cánh cứng trong họ Cerambycidae.